# Патрісіо Кайседо
Патрісіо Кайседо Лісіага (нар. 6 лютого 1899, Більбао — † 8 вересня 1981, Барселона) — іспанський футболіст і тренер.

## Кар'єра

### Як гравець
Патрісіо Кайседо розпочав свою кар'єру, граючи за Атлетік Більбао, найбільший клуб у його рідному місті Басконія. У 1918 році він перейшов до КСК Еспаньйол в Каталонії і грав там до 1926 року. У 1924 році Кайседо також грав за Каталонську футбольну команду. У тому ж році він також брав участь в Олімпійських іграх за Іспанію. Однак у турнірі він не брав участі.

### Як тренер
Без особливого успіху чи слави як футболіст, у 1929 році Кайседо вирішив продовжити кар'єру футбольного тренера. Він тренував клуб третього дивізіону «Логроньєс» протягом року, а потім на 1930/31 сезон перейшов у свій старий клуб першого дивізіону «Еспаньйол Барселона». Після перемог у грі на виліт проти міських суперників ФК Європа у кінці сезону ледве утримавшись на дев'ятому передостанному місці, Кайседо продовжував тренувати команду протягом наступних двох років, після чого Еспаньйол фінішував шостим у 1931/32 і, нарешті, третім у 1932/33. У 1933 році він також виграв перший у своїй кар'єрі титул Чемпіон Каталонії. Потім Кайседо підписав контракт на 1933/34 сезон з клубом його рідного міста Атлетік Більбао, який зарекомендував себе під керівництвом Фредеріка Пентланда у 1930—1933 роках з двома чемпіонськими титулами і чотирма перемогами в кубку як один з найуспішніших клубів Іспанії. Фактично, Кайседо зумів вивести минулорічних учасників до перемоги на два очки над Мадридом, зайняти друге місце в дебютному році. Однак у 1934/35 сезоні розчарування швидко повернулося. У лізі Більбао вистачило лише четвертого місця, а в кубку клуб програв у 1/8 фіналу проти майбутнього чемпіона Реал Бетіса Севілья. Тому Кайседо повернувся в «Еспаньйол Барселона» на 1935/36 сезон і завершив сезон сьомим у таблиці.
Через громадянську війну в Іспанії з 1936 по 1939 рік чемпіонат не проводився. Коли гра відновилася в 1939/40 сезон, Кайседо продовжив свою роботу в Еспаньйолі. Наприкінці сезону він вдруге виграв чемпіонат Каталонії з каталонцями та вперше виграв Кубок Іспанії, перемігши ФК «Мадрид» з рахунком 3:2 у фіналі Кубка Генералісіму 1940 року. Клуб посів п'яте місце в лізі. Незважаючи на те, що вони не змогли захистити трофей на Кубку Генералісіму 1941 року, програвши у фіналі ФК «Валенсія» з рахунком 3:1, команда Кайседо врешті-решт опинилася ближче до вильоту в лізі, ніж до чемпіонату в наступні роки. Наприкінці 1942/43 сезону Еспаньйол навіть довелося вилетіти. Незважаючи на те, що вилету запобігла перемога з рахунком 2:1 у вирішальній боротьбі над «Спортінг Хіхон», Кайседо покинув клуб у 1943 році і перейшов у «Реал Сарагоса» з якого він не вийшов далі підзахисту, в другому дивізіоні протягом наступних двох років. Те ж саме стосувалося його наступної зустрічі з клубом другого дивізіону «Майорка». У 1947 році Кайседо ненадовго очолив «Реал Мурсія» третього дивізіону, а після чотирьох років повернувся до Прімери Дивізіон і замінив Рамона Енсінаса у ФК «Севілья». Кайседо негайно повернув довіру андалузців, вивівши клуб на п'яте місце в таблиці та виборовши третю кубкову перемогу в історії клубу в 1947/48 сезоні. У 1948/49 сезоні Севілья фінішувала восьмою. Потім Кайседо знову очолив «Еспаньйол Барселону» у 1949/50 сезоні. Однак після невтішного 11-го місця в лізі він залишився лише рік, перш ніж повернувся тренувати клуби другого дивізіону з Реалом Ов'єдо та ФК Лас-Пальмас. У 1954/55 сезоні Кайседо був відданий першому дивізіону Еркулес Аліканте, з яким він несподівано зайняв шосте місце в кінці сезону. Однак у наступному сезоні він був звільнений достроково після лише однієї перемоги та п'яти поразок у семиденних іграх. Не дивлячись на це, Геркулес піднявся наприкінці сезону з нижньої частини таблиці назад до Сегунда Дивізіон.
У 1958/59 сезоні Кайседо тренував аматорський клуб CE Манреса. Потім він завершив 30-річну кар'єру футбольного тренера, протягом якої працював у 11 різних клубах і один раз виграв чемпіонат Іспанії, двічі Кубок Іспанії та двічі регіональний чемпіонат Каталонії.

## Титули та досягнення
Як тренер:
- Чемпіон Іспанії: 1934
- Володар Кубка Іспанії: 1940, 1948
- Чемпіонат Каталонії: 1933, 1940

## Вебпосилання
- Профіль гравця на bdfutbol.com
- Профіль тренера на bdfutbol.com